# Rudolf Mackowitz
Rudolf Mackowitz (* 13. Oktober 1915 in Wien; † 24. November 1959 in Innsbruck) war ein österreichischer Journalist und Politiker der Österreichischen Volkspartei (ÖVP), der für eine Legislaturperiode Abgeordneter des Nationalrates war.

## Leben
Mackowitz absolvierte nach dem Besuch der Volksschule und des Realgymnasiums ein Studium an der Universität Wien sowie der Universität Innsbruck und war danach zunächst als Redakteur bei der Wochenzeitung Die Wochenpost in Innsbruck tätig, ehe er später Redakteur der Wochenzeitung Der Volksbote war. Als Journalist galt er neben Anton Klotz von der Tiroler Tageszeitung als Anhänger der Habsburgermonarchie, was durch Artikel über Hochzeiten von Angehörigen aus dem Haus Habsburg oder der Veröffentlichung von Reden von Otto von Habsburg deutlich wurde.
Neben seiner journalistischen Tätigkeit engagierte er sich auch als Vorstandsmitglied der Landessektion Tirol der Sektion Journalisten im Österreichischen Gewerkschaftsbund (ÖGB).
Bei der Nationalratswahl vom 22. Februar 1953 wurde Mackowitz im Wahlkreis 18-Tirol als Abgeordneter in den Nationalrat gewählt und gehörte diesem nach seiner Angelobung am 18. März 1953 während der VII. Gesetzgebungsperiode bis zum 8. Juni 1956 an. Während seiner Parlamentszugehörigkeit war er Schriftführer sowie Ersatzmitglied der Ausschüsse für den Rechnungshof, für soziale Verwaltung, für Unterricht sowie für Zoll.